# Huopanankoski
Huopanankoski (français : rapides de Huopana) sont des rapides dans le village de Huopana à Viitasaari  en Finlande.
La direction des musées de Finlande a classé les rapides et leur entourage parmi les sites culturels construits d'intérêt national en Finlande.

## Géographie

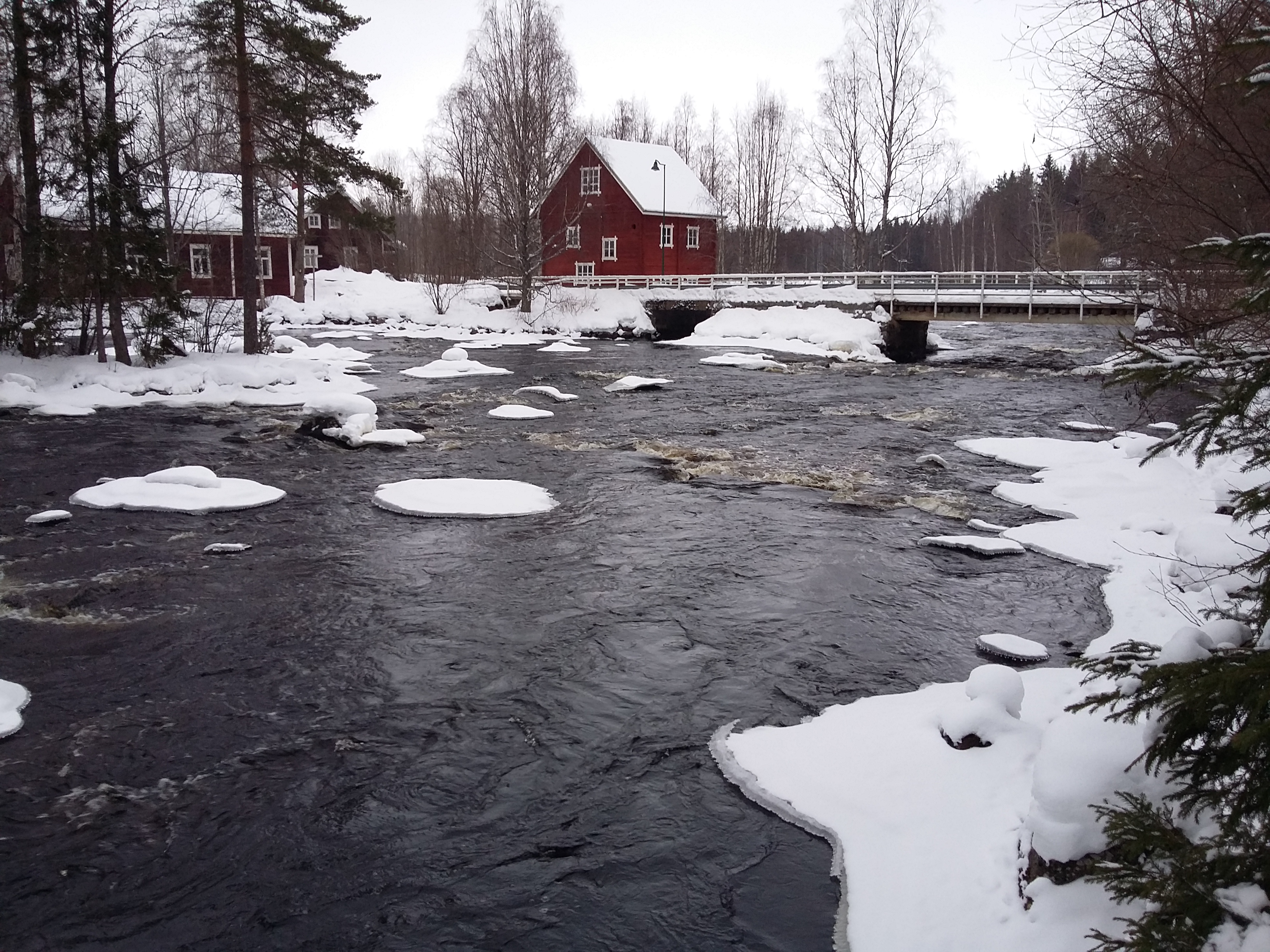
Les rapides avec le vieux pont et le vieux moulin.

Les eaux des rapides Huopanankoski font partie du bassin du fleuve Kymijoki.
Elles sont émises par le lac Vuosjärvi et se déversent dans le Muuruejärvi, d'où elles traversent les rapides Keihärinkoski jusqu'au lac Keitele,.
Les rapides ont une longueur de 1 000 m et une largeur moyenne de 35 m. Leur débit moyen est de 1 000 m3 par seconde.

## Pêche
Les espèces naturelles sont la truite, Ide mélanote, ombre et lavaret. 
Les méthodes de pêche autorisées sont la pêche à la mouche et la pêche au lancer sur la plage ou à gué, la pêche en barque est interdite.

## Histoire

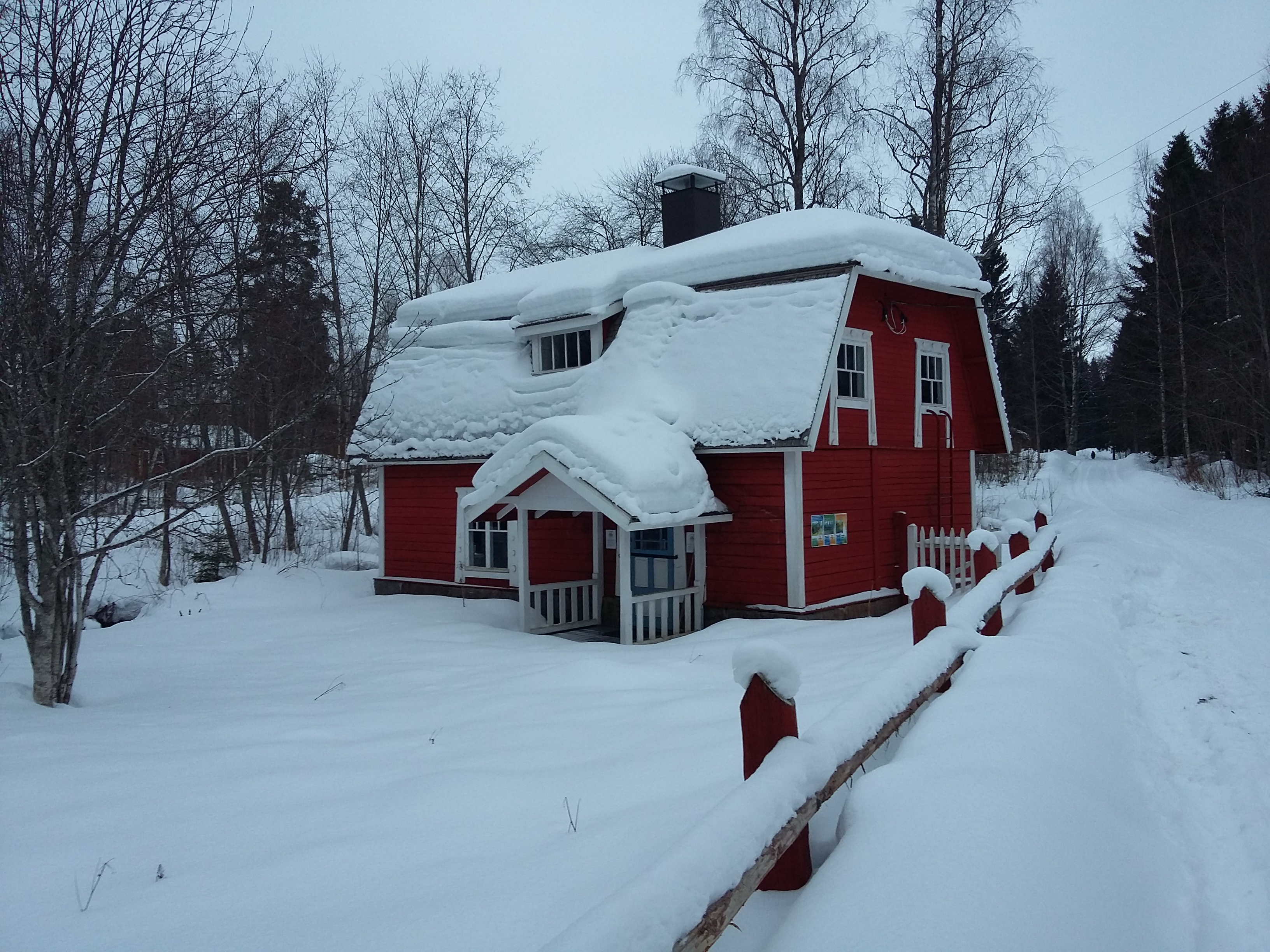
Le musée de la pêche.

### Juhani Aho
William Ruth a emmené Juhani Aho pêcher pour la première fois en 1906 avant qu'il ne devienne un pêcheur passionné de ces rapides,.
Entre 1907 et 1920, Juhani Aho est venu à Huopana chaque année en juin-juillet et en août-septembre. Aho a effectué 232 sorties de pêche totalisant 432 jours à Huopanankoski et 2 764 poissons pesant 2 730 kilogrammes. Dans les calculs de Juhani Aho, il y avait 342 gros poissons de plus de 2 kilos et leur poids moyen était de 4 267 kilogrammes. 
Juhani Aho a capturé la plus grosse truite en septembre 1917 lorsque, avec deux autres poissons de 7,5 kg, une truite de 7,750 kg a été péchée des rapides de Huopanankoski.

### Meunerie
Les rapides ont aussi été un centre d'activités de meunerie de la région, et son moulin construit en 1892 est culturellement précieux.

### Musée de la pêche
Le musée de Huopanankoski a une exposition sur l'histoire de la pêche, qui, en plus de l'exposition permanente, a un thème changeant chaque année. Il y a un sentier culturel à environ un kilomètre le long de la plage des rapides. 
Le long du sentier, des plaques exposent l'histoire locale.

### Route bleue
De nos jours, les rapides sont un des lieux très fréquentés de la Route bleue.